# 巴苏定理
在统计学中，巴苏定理（Basu's Theorem）指出任何有界完全的充分统计量与任何辅助统计量独立。 这是Debabrata Basu于1955年发现的结论。

## 定理陈述
设{\displaystyle P_{\theta }}是可测空间{\displaystyle (X,\Sigma )}上的一族分布。如果{\displaystyle T}是{\displaystyle \theta }的充分且有界完全的统计量，{\displaystyle A}是关于{\displaystyle \theta }的辅助统计量，那么{\displaystyle T}独立于{\displaystyle A}。

## 证明
对任意博雷尔集{\displaystyle B}，构造函数{\displaystyle h_{B}(T)\equiv P_{\theta }(A\in B|T)-P_{\theta }(A\in B)}。注意到记号{\displaystyle h_{B}}是合理的，因为这一函数不取决于{\displaystyle \theta }。第一项不取决于{\displaystyle \theta }是因为{\displaystyle T}的充分性，第二项不取决于{\displaystyle \theta }是因为{\displaystyle A}是关于{\displaystyle \theta }的辅助统计量。注意到{\displaystyle h_{B}}有界并且期望为0。因此，{\displaystyle T}的有界完全性保证了{\displaystyle h_{B}}几乎处处为0。由于{\displaystyle B}可以是任意博雷尔集，定理得证。

## 例子

### 正态分布（方差已知）的样本期望值独立于样本方差
让 X1, X2,..., Xn 是独立同分布的正态分布随机变量，其中方差{\displaystyle \sigma ^{2}}已知，均值{\displaystyle \mu }未知。
关于参数{\displaystyle \mu }，可以证明样本均值
{\displaystyle {\widehat {\mu }}={\frac {\sum X_{i}}{n}},}
是充分完全统计量，并且样本方差
{\displaystyle {\widehat {\sigma }}^{2}={\frac {\sum \left(X_{i}-{\bar {X}}\right)^{2}}{n-1}},}
是辅助统计量，即其分布并不依赖于{\displaystyle \mu }。
因此，巴苏定理指出二者独立。
尽管上述证明是借助方差已知均值未知的正态分布模型完成的，这一结论并不只在该情况下成立。实际上，无论方差或均值已知与否，正态分布的样本均值和样本方差都是独立的。更进一步，正态分布是唯一具有这一性质的分布。